# Marie François Constans-Tournier
Marie François Constans-Tournier (Montauban, 14 december 1783 - aldaar, 7 februari 1865) was een Frans advocaat, magistraat en politicus tijdens de Tweede Franse Republiek.

## Familie
Constans-Tournier werd geboren in een protestantse familie die actief was in de handel. Zijn familie verwelkomde de Franse Revolutie die een einde zou maken aan de achterstelling van de protestanten en zijn vader was ook actief bij de revolutionairen in Montauban. Hijzelf was ook een overtuigd republikein.

## Carrière
Constans-Tournier vestigde zich als advocaat in Montauban. Tijdens de Restauratie werd hij strafrechtelijk vervolgd voor de publicatie van een democratisch vlugschrift maar hij werd vrijgesproken. Hij werd in 1818 aangesteld als magistraat maar het jaar erop alweer afgezet. In 1830, na de Julirevolutie, werd hij benoemd tot substituut procureur en in 1831 tot procureur. In 1834 werd hij alweer afgezet vanwege zijn republikeinse overtuigingen. Hij zette daarna zijn advocatenpraktijk verder.
Tussen 1833 en 1848 zetelde hij in de Conseil général van Tarn-et-Garonne. Hij zetelde ook in de gemeenteraad van Montauban. In het revolutiejaar 1848 werd hij kort burgemeester van Montauban en ook commissaris-generaal van de tijdelijke commissie die het departement Tarn-et-Garonne leidde. Bij de verkiezingen van 13 mei 1849 werd hij verkozen in de Assemblée nationale waar hij als lid van de linkse fractie deel uitmaakte van de democratische oppositie. Zijn mandaat eindigde na de staatsgreep van Lodewijk Napoleon in december 1851.